# 山田市三郎
山田 市三郎（やまだ いちさぶろう）は、愛知県稲沢市稲葉の名跡。

## 特色
稲葉宿で名跡となっている家には山田市三郎家のほかに山田文七家や山田藤吉家があり、明治時代から昭和時代まで当主は代々名跡を襲名した。山田文七家は山田市三郎家のはす向かいにある。

### 山田市三郎家
山田市三郎家は美濃路の旧稲葉宿の東部にあり、本町通りに北面している。主屋は江戸時代中期の建築であり、町屋としては稲沢市で最も古い。1891年（明治24年）10月28日には濃尾平野北部を震源とする濃尾地震が発生し、愛知県・岐阜県を中心に約14万戸が全壊したとされるが、山田市三郎邸は濃尾地震を生き残った。
主屋の間口は10間半、奥行は7間半、土間の幅は3間半である。屋根はむくり屋根であり、塗籠のつし2階を有する。

## 歴史
山田家初代の山田吉三郎は安永2年（1773年）に死去し、2代目からは山田市三郎を襲名した。江戸時代の山田市三郎家は尾張藩の為替御用達（大名貸）を勤めていた。

### 第6代山田市三郎
嘉永3年（1850年）8月3日、尾張国中島郡稲葉村（現・愛知県稲沢市稲葉3丁目）に山田深三郎が生まれた。父は第5代山田市三郎、母はりくであり、深三郎は長男だった。第5代山田市三郎が隠棲した後に第6代山田市三郎を襲名した。当時の山田市三郎家は田畑17町歩（約17ヘクタール）を有する大地主であり、味噌やたまり醤油の醸造業を主として質屋も営んでいた。
1869年（明治2年）12月20日には農民一揆の稲葉騒動が起こり、まず山田市三郎家が襲撃された。主屋、玄関、書院、長屋門、土蔵、塀などが打ち壊され、諸帳面や証文類が破られたり焼き払われた。稲葉騒動では他の稲葉宿の旧家や、周辺の村々の庄屋なども同じような被害に遭っている。
1871年（明治4年）に郵便規則が制定されると、1874年（明治7年）には山田市三郎家に稲葉郵便局（現・稲沢郵便局）を開設した。1893年（明治26年）に清洲銀行が創業すると、第6代山田市三郎は稲葉郵便局の業務を田島新蔵に譲り、稲葉に清洲銀行の代理店を開設した。
1900年（明治33年）3月6日には稲沢銀行の発起人会を開き、同年4月22日に第6代山田市三郎を頭取とする稲沢銀行が設立された。1920年（大正9年）頃には戦後恐慌が起こったが、堅実経営の稲沢銀行のみは増資増配を行っている。
1889年（明治22年）には国鉄東海道本線が全通しているが、第6代山田市三郎は他の稲沢の財界人と協力して駅誘致を行い、1904年（明治37年）8月5日に稲沢駅が開業した。当時の稲沢駅周辺には人家がなかったことから、第6代山田市三郎は25軒から26軒の借家を建てて駅前の発展に努めた。
1913年（大正2年）には稲沢町に劇場の大正座が開館しているが、第6代山田市三郎は主要な出資者のひとりだった。1927年（昭和2年）7月31日、第6代山田市三郎は78歳で死去した。墓所は稲沢市稲葉の宝光寺である。

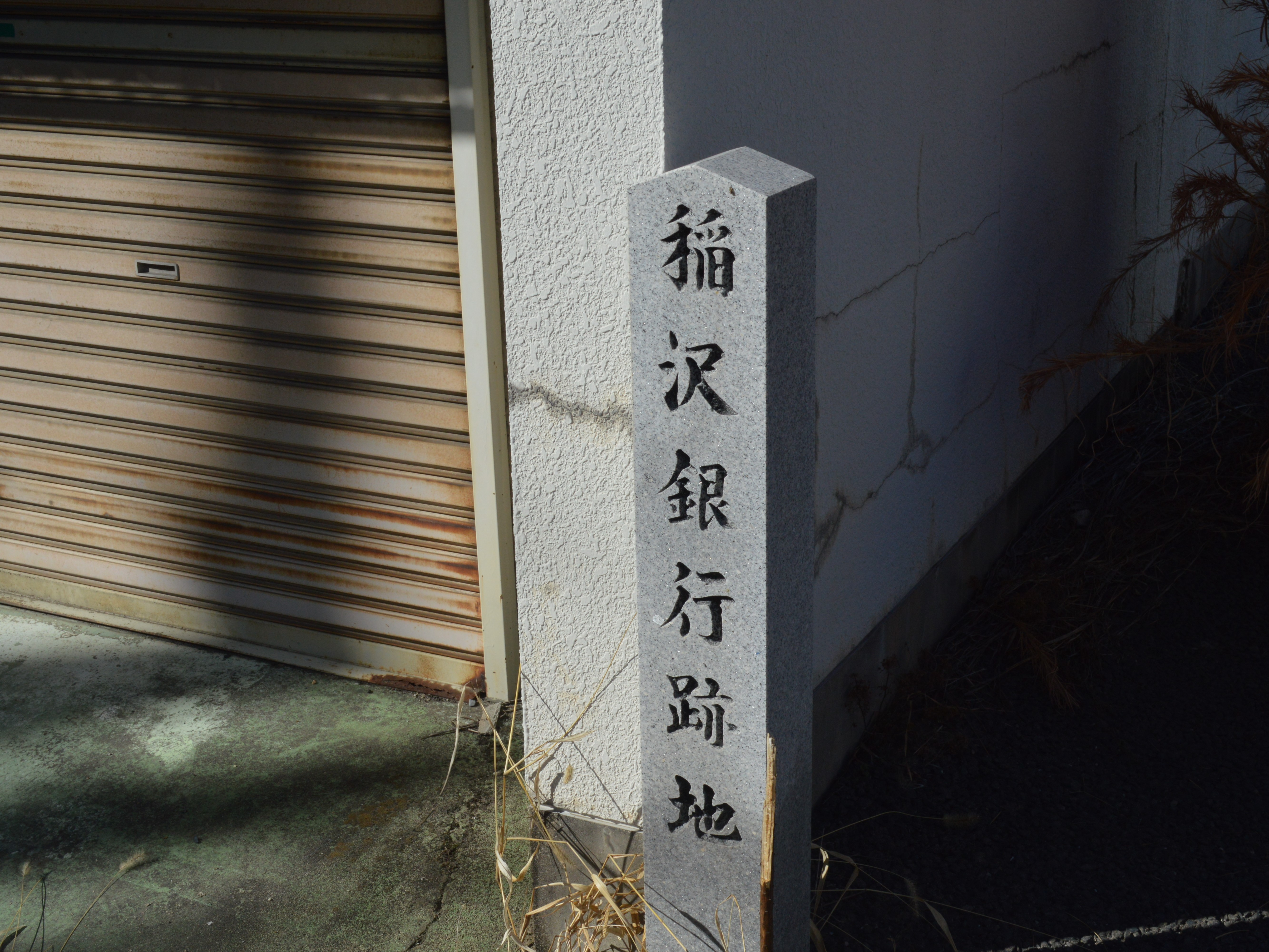
稲沢銀行跡地
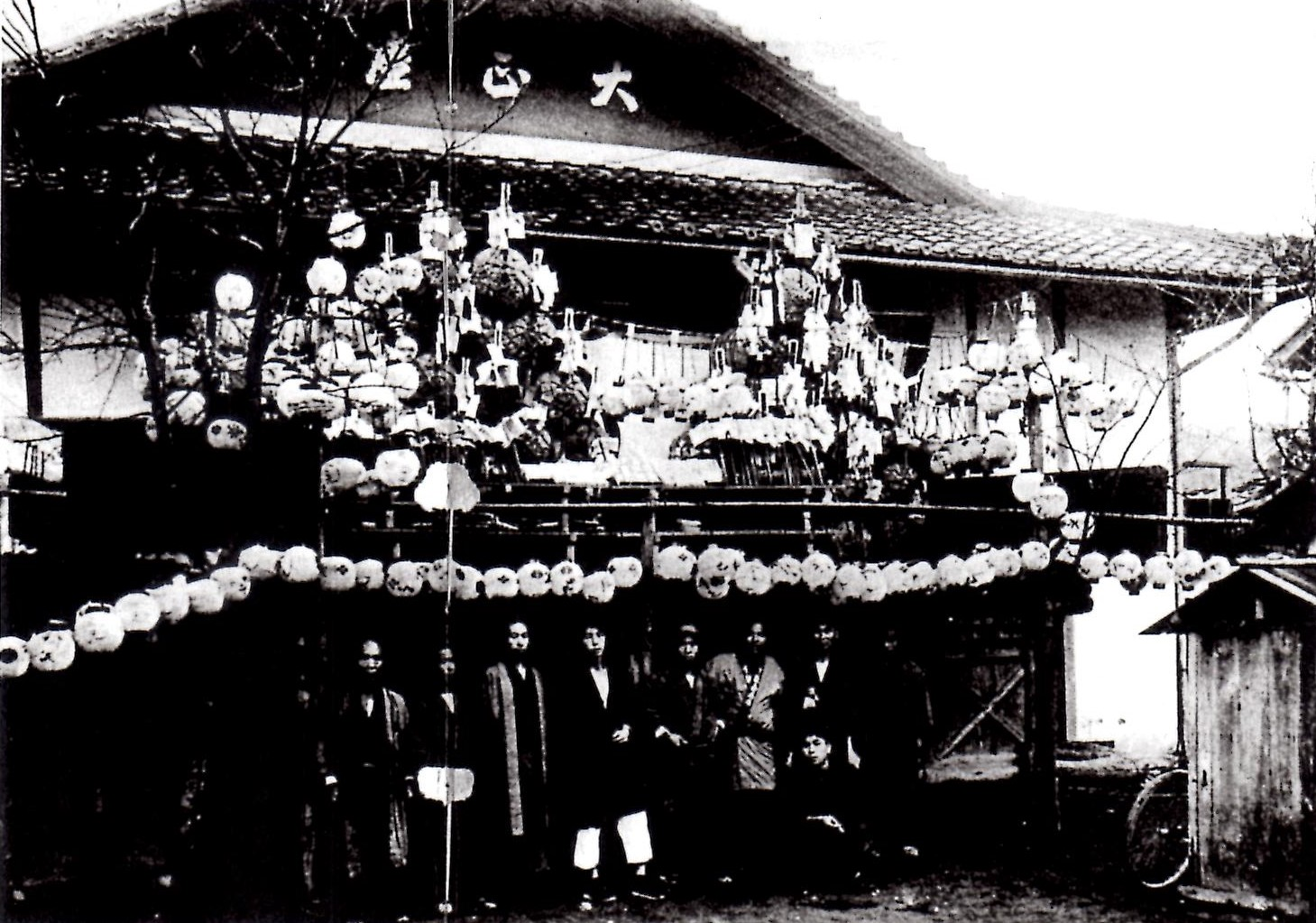
大正座

### 第7代山田市三郎
1876年（明治9年）11月22日、中島郡稲葉村に山田佑一が生まれた。父は第6代山田市三郎、母は志んであり、佑一は長男だった。中島郡高等小学校時代の同級生には大角岑生（海軍大将・海軍大臣）がおり、その後も大角岑生とは親戚同様の付き合いがあった。第6代山田市三郎が隠棲した後に第7代山田市三郎を襲名し、喜翁と号した。

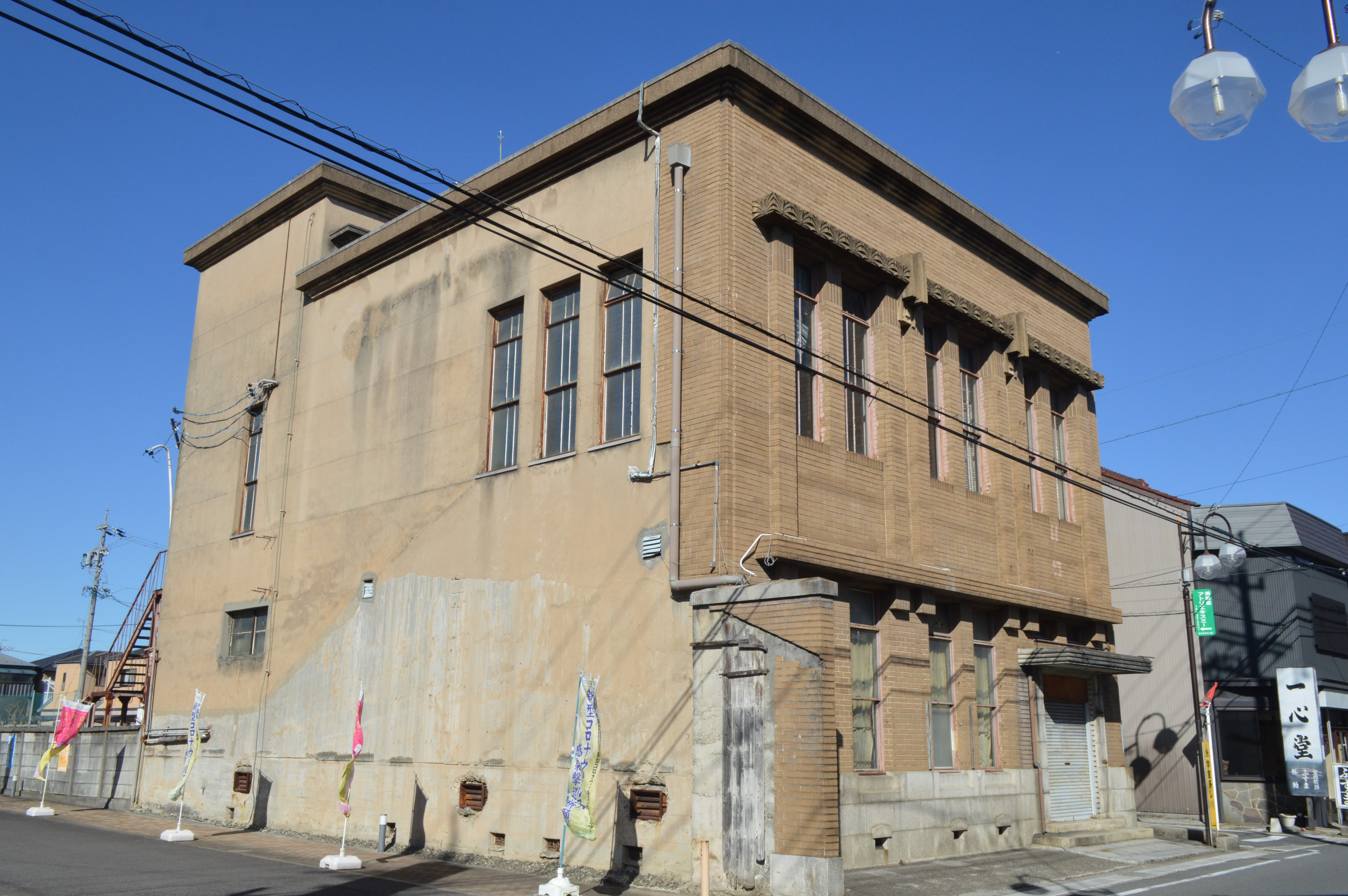
1936年竣工の稲沢電灯本社

1912年（明治45年）、稲沢地域の産業振興のために稲沢電気株式会社を設立した。当初の供給区域は稲沢町と周辺2町村だったが、1913年（大正2年）には供給区域が11町村に拡大している。1920年（大正9年）には稲沢電灯株式会社に改称し、1939年（昭和14年）には東邦電力に吸収された。
明治末期以後には主として稲沢地域の耕地整理を行うことで農業振興を図った。第7代山田市三郎が理事長を務めた組合として、稲沢前田耕地整理組合、稲沢北部耕地整理組合、稲沢耕地整理組合などがある。稲沢前田耕地整理組合の事業は1914年（大正3年）に着工して1917年（大正6年）に完工したが、これによって前田地域の湿田が改良されて裏作も可能となった。稲沢北部耕地整理組合の事業は大正末期に着工して1927年（昭和2年）に完工したが、将来的な宅地化を見越して広い道路を建設するなどしている。稲沢耕地整理組合の事業は1929年（昭和4年）に着工して1937年（昭和12年）に完工したが、これは三宅川の改修工事に土地改良工事と土地区画整理事業を組み合わせた事業である。
1925年（大正14年）には第7代山田市三郎が発起人総代となって稲沢土地株式会社を設立した。1939年（昭和14年）には稲沢田園住宅株式会社を吸収合併して稲沢田園土地株式会社に改称し、第7代山田市三郎が社長に就任した。名古屋財界人のために城見ヶ丘と名付けた住宅地の開発を計画し、株主には名古屋鉄道社長なども含まれていたが、日中戦争や太平洋戦争のために住宅地開発の計画は実現しなかった。
趣味としては茶道・華道・書道・骨董・謡曲などがあった。1950年（昭和25年）5月5日、第7代山田市三郎は75歳で死去した。

### 第8代山田市三郎
1901年（明治34年）3月21日、中島郡稲沢町に第8代山田市三郎が生まれた。第八高等学校（現・名古屋大学）を卒業後、東京大学法学部英法科に進学した。1924年（大正13年）には高等文官試験に合格しており、自身は官僚の道に進みたかったが、父親の第7代山田市三郎が稲沢銀行を経営していたため、1925年（大正14年）春には結婚と同時に第一銀行に入行した。

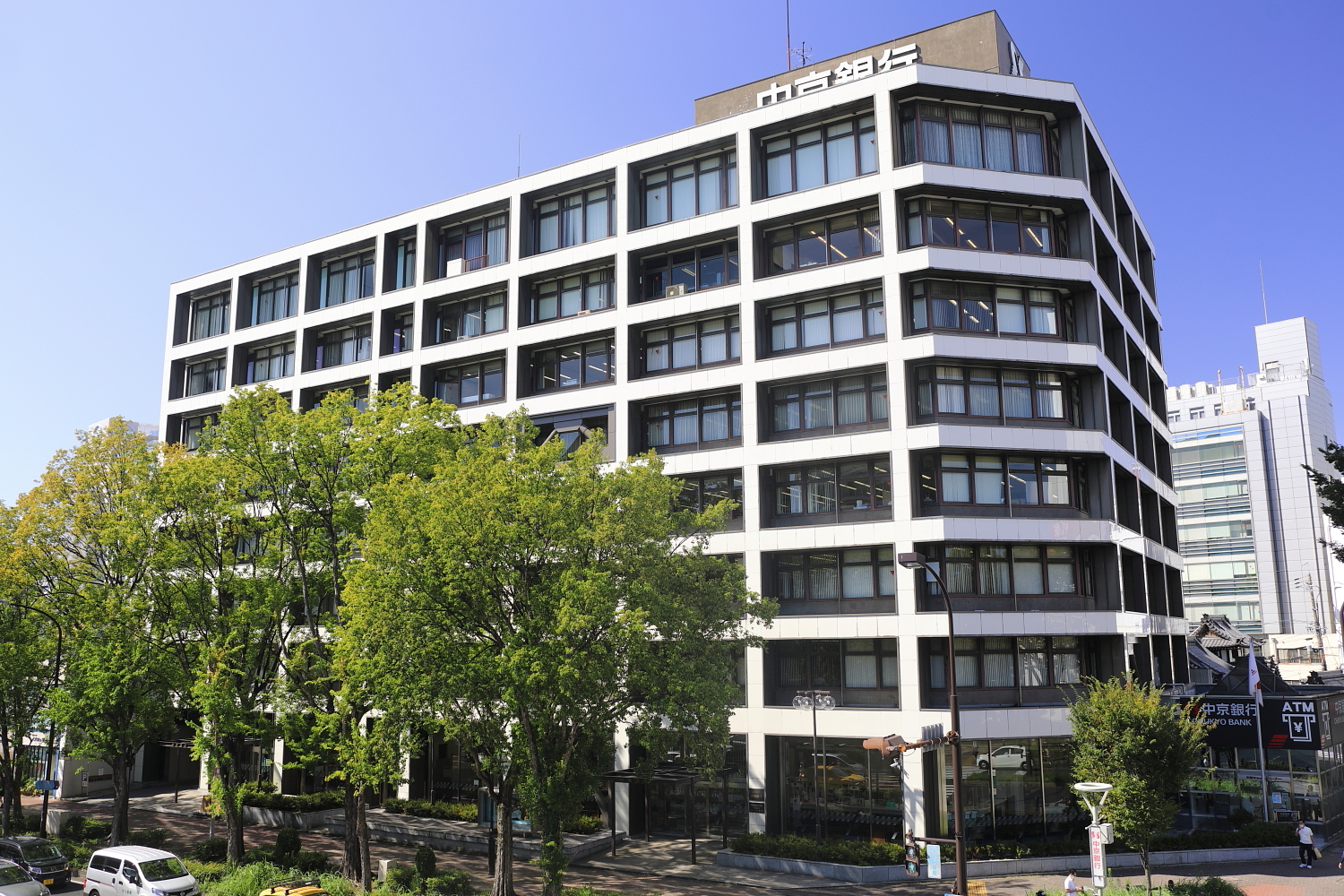
中京銀行

稲沢銀行の常務取締役が急死したことで、24歳の時に第一銀行を辞して稲沢銀行と愛知貯蓄銀行の常務取締役に就任した。同業者の中ではかなりの年少者だったため、第一銀行創設者の渋沢栄一や日本銀行総裁の井上準之助などにも可愛がられたという。父親の友人である大角岑生の後押しもあって、1929年（昭和4年）には欧米視察旅行（世界一周旅行）を行い、イギリスのロンドンでは貴族の家に寄寓した。1932年（昭和7年）には世界恐慌が起こり、東海地方では明治銀行、愛知農商銀行、四日市銀行、村瀬銀行、額田銀行、衣浦銀行が休業する事態となったが、堅実経営を続けていた稲沢銀行の被害は軽かった。1945年（昭和20年）時点の稲沢銀行は22店の支店、6店の出張所、6店の代理店を有する銀行だった。

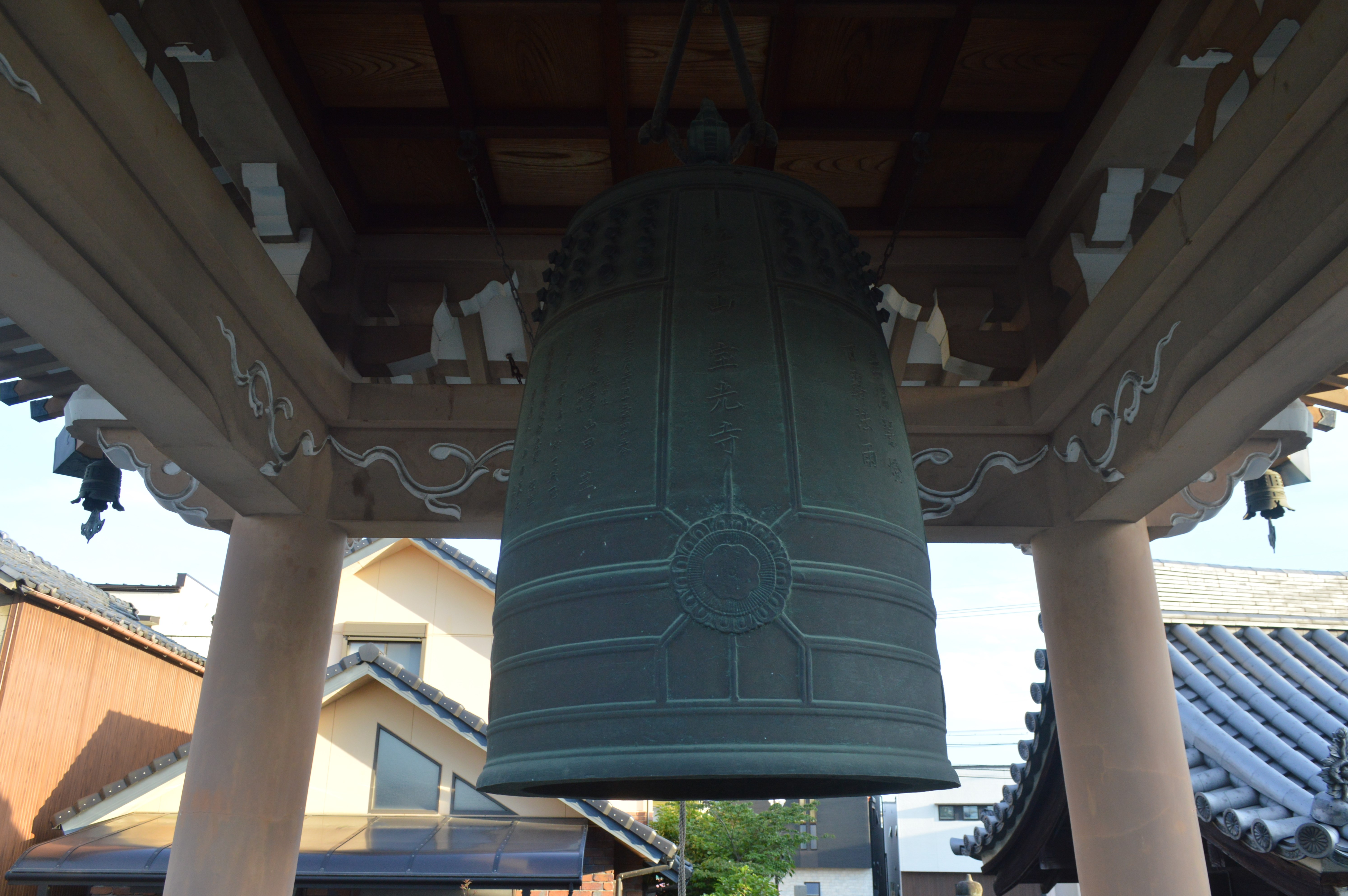
宝光寺に寄進した梵鐘

1945年（昭和20年）に稲沢銀行が岡崎銀行や大野銀行とともに東海銀行に戦時統合された。第8代山田市三郎は20年間の稲沢銀行副頭取としての役目を終え、東海銀行取締役に就任した。1952年（昭和27年）11月には関田義臣の後を継いで太道相互銀行（後の中京銀行）の頭取に就任し、無尽会社から相互銀行に鞍替えしたばかりで不安定だった太道相互銀行を立て直した。1964年（昭和39年）2月10日には本店を三重県名張市から愛知県名古屋市に移転させている。
1964年（昭和39年）には中部生産性本部の中部日本トップマネージメント渡欧視察団の一員として、ヨーロッパ9か国を巡る海外視察を行った。1969年（昭和44年）には名古屋信用金庫と合併し、商号を中京相互銀行に変更。1970年（昭和45年）には海部信用組合を合併し、1972年（昭和47年）には名古屋商工信用組合を合併した。1952年（昭和27年）の頭取就任時点の資金量は25億8900万円だったが、1982年（昭和57年）3月末時点では7600億円にまで増加した。全国相互銀行協会（現・第二地方銀行協会）の理事を務め、黄綬褒章も受章した。
1975年（昭和50年）には山田文七らとともに、菩提寺の宝光寺に梵鐘と鐘楼を寄進した。1982年（昭和58年）に退任するまで、第8代山田市三郎は30年間も太道相互銀行/中京相互銀行頭取の座にあった。頭取退任後には中京相互銀行会長に就任した。1985年（昭和60年）6月18日、胃癌によって84歳で死去した。真宗大谷派名古屋別院で銀行葬が行われ、従五位が追賜された。